# Кам'яний Міст (станція)
Ка́м'яний Міст (до 1898 року Катеринівка) — проміжна залізнична станція 5 класу Одеської дирекції Одеської залізниці.
Розташована у селищі Кам'яний Міст Первомайського району Миколаївської області на лінії Побережжя — Підгородна між станціями Врадіївка (16 км) та Кінецьпіль (10 км).

## Історія
Станцію було відкрито 1 (13) вересня 1867 року, при відкритті руху на залізниці Балта — Ольвіопіль. Мала назву Катеринівка. Сучасна назва — з 1898 року.
Лінія електрифікована 1990 року. Зупиняються приміські поїзди та поїзди далекого слідування.